# King's African Rifles Distinguished Conduct Medal
De King's African Rifles Distinguished Conduct Medal was een hoge Britse koloniale onderscheiding voor dapperheid. Het Britse Rijk had een King's African Rifles onder de wapenen om de Afrikaanse koloniën te verdedigen en het Britse koloniale gezag daar te handhaven.
De zwarte militairen kwamen als koloniale hulptroepen niet in aanmerking voor de Britse Distinguished Conduct Medal. Daarom werd een speciale koloniale onderscheiding ingesteld.
De onderscheiding is vrij zeldzaam. Er zijn in de periode tussen april 1916 en februari 1919 voor zover bekend 155 medailles en zes gespen op het lint van een eerder verworven medaille uitgereikt. De King’s African Rifles Distinguished Conduct Medal werd na de Royal West African Frontier Force Distinguished Conduct Medal en voor de Brits-Indische Indian Distinguished Service Medal gedragen.
De medaille werd in 1907 ingesteld door Eduard VII van het Verenigd Koninkrijk die in dit koninklijk besluit verwees naar dat van koningin Victoria van 24 mei 1894 waarin afzonderlijke Dominion & Colonial issues of the Distinguished Conduct Medal in het leven werden geroepen. Het besluit van 1894 ging niet op bijzonderheden in. In 1942 werden elf van deze medailles uitgereikt. Op 18 juni 1942 besloot George VI dat ook de Afrikaanse soldaten in het vervolg de Britse Distinguished Conduct Medal zouden ontvangen.
Tussen 1904 en 1925 werden ongeveer 250 King’s African Rifles Distinguished Conduct Medals verleend.
Tussen 1920 en 1929 werden 19 medailles en 1 gesp toegekend. De archieven zijn onvolledig en onbetrouwbaar. In 1942 kwam een einde aan het uitreiken van de King's African Rifles Distinguished Conduct Medals. In het vervolg kregen ook de Afrikaanse soldaten de "Imperial" Distinguished Conduct Medal, net als de militairen uit de blanke delen van het Britse Rijk. De elf afrikaanse Distinguished Conduct Medals die op 11 februari 1941 werden toegekend en waarvan vier voor de King's African Rifles waren bestemd werden op 18 juni 1942 vervangen door de Imperiale uitvoering van de Distinguished Conduct Medal.
Een Distinguished Conduct Medal was ondanks de bescheiden naam een zeer hoge en in aanzien staande medaille. Het was de onderscheiding die een onderofficier of soldaat sinds 1854 mocht verwachten voor een moedige daad die net niet voor het Victoria Cross in aanmerking kwam. Tijdens de Tweede Wereldoorlog werden niet meer dan 1900 van deze medailles uitgereikt. In de jaren daarvoor waren dat er 770.

## Het regiment
De King's African Rifles bestonden als regiment van 1902 tot in de jaren '60. Toen werden de militairen opgenomen in de legers van de nieuwe gedekoloniseerde landen. De King's African Rifles vochten in lokale opstanden maar tijdens de Eerste Wereldoorlog ook tegen de Duitse troepen die hun kolonie in Duits-Oost-Afrika fel verdedigden. Onder de King's African Rifles vielen 5117 doden en gewonden.
Rudyard Kipling vereeuwigde het regiment in een gedicht.
In de Tweede Wereldoorlog vocht het regiment in in Italiaans-Oost-Afrika, tegen de aanhangers van de collaborende Vichy-regering op Madagaskar en tegen de Japanners in Birma.
In 1952 vocht het regiment in de Mau Mau-opstand in Kenia. Het vocht ook tegen communistische guerrilla's in Maleisië. In 1957 werd het regiment omgedoopt in de East African Land Forces.
In de praktijk werd de medaille niet op initiatief van de koning of koningin uitgereikt, maar door de Minister van Koloniën. Ook militairen in zo exotische eenheden als het Britse Somaliland Camel Corps en het koloniale Nyasaland Regiment werden met de King's African Rifles Distinguished Conduct Medal onderscheiden. De Britse of "Imperial" Distinguished Conduct Medal was in het op rassenscheiding gebaseerde decoratiestelsel gereserveerd voor blanken en, bij uitzondering, Indiërs.
De archieven van de King's African Rifles Distinguished Conduct Medal zijn zoekgeraakt. Volgens de Warrant waarin de medaille werd ingesteld moest op het Ministerie van Koloniën een lijst met namen en gegevens worden bewaard. Deze is sinds de opheffing van dat ministerie onvindbaar. De toekenningen tijdens de Eerste Wereldoorlog zijn in een Staatscourant, de East Africa Gazette gepubliceerd.

## De medaille
Op de voorzijde is de regerende Britse vorst afgebeeld en op de keerzijde staat de tekst FOR DISTINGUISHED CONDUCT IN THE FIELD. De ronde zilveren medaille werd aan een blauw lint met een brede bruin-groen-bruine streep op de linkerborst gedragen. Het lint van de King's African Rifles Distinguished Conduct Medal en dat van de Royal West African Frontier Force Distinguished Conduct Medal zijn gelijk.
Het was gebruikelijk om medailles als deze vóór de uitreiking op de rand te voorzien van een inscriptie met de naam en rang van de decorandus en de datum van de toekenning.
Militairen laten bij het dagelijkse uniform zien dat zij een of meer gespen bezitten door een kleine zilveren tudorroos op het baton te naaien. De dragers kunnen op een mess-jacket of rokkostuum een miniatuur van de medaille, met miniatuurgespen op het lint, of aan een ketting op het revers dragen.